# Centro Cultural Benfica
O Centro Cultural Benfica é um espaço cultural localizado na cidade do Recife, capital do estado brasileiro de Pernambuco. É composto pelas seguintes instituições: Teatro Joaquim Cardozo; Livraria Benfica; Instituto de Arte Contemporânea (IAC); e Acervo Museológico Universitário.

## História
O Centro Cultural Benfica é um espaço extensionista da Universidade Federal de Pernambuco, utilizado para o lançamento de livros, projeção de filmes, apresentação de peças teatrais, concertos musicais e exposições artísticas e a realização de cursos, seminários e palestras. Funciona em um casarão do século XIX.